# Hatton Cross (stanice metra v Londýně)
Hatton Cross je stanice metra v Londýně, otevřená 19. července 1975. Nachází se v přepravní zóně 5 a 6 a leží na lince :
- Piccadilly Line (mezi stanicemi Heathrow Terminal 4 nebo Heathrow Terminals 1, 2, 3 a Hounslow West)

| Rok  | Počet cestujících |
| ---- | ----------------- |
| 2011 | 2,93 mil          |
| 2012 | 2,96 mil          |
| 2013 | 3,08 mil          |
| 2014 | 3,22 mil          |